# マルヤス (大阪府)

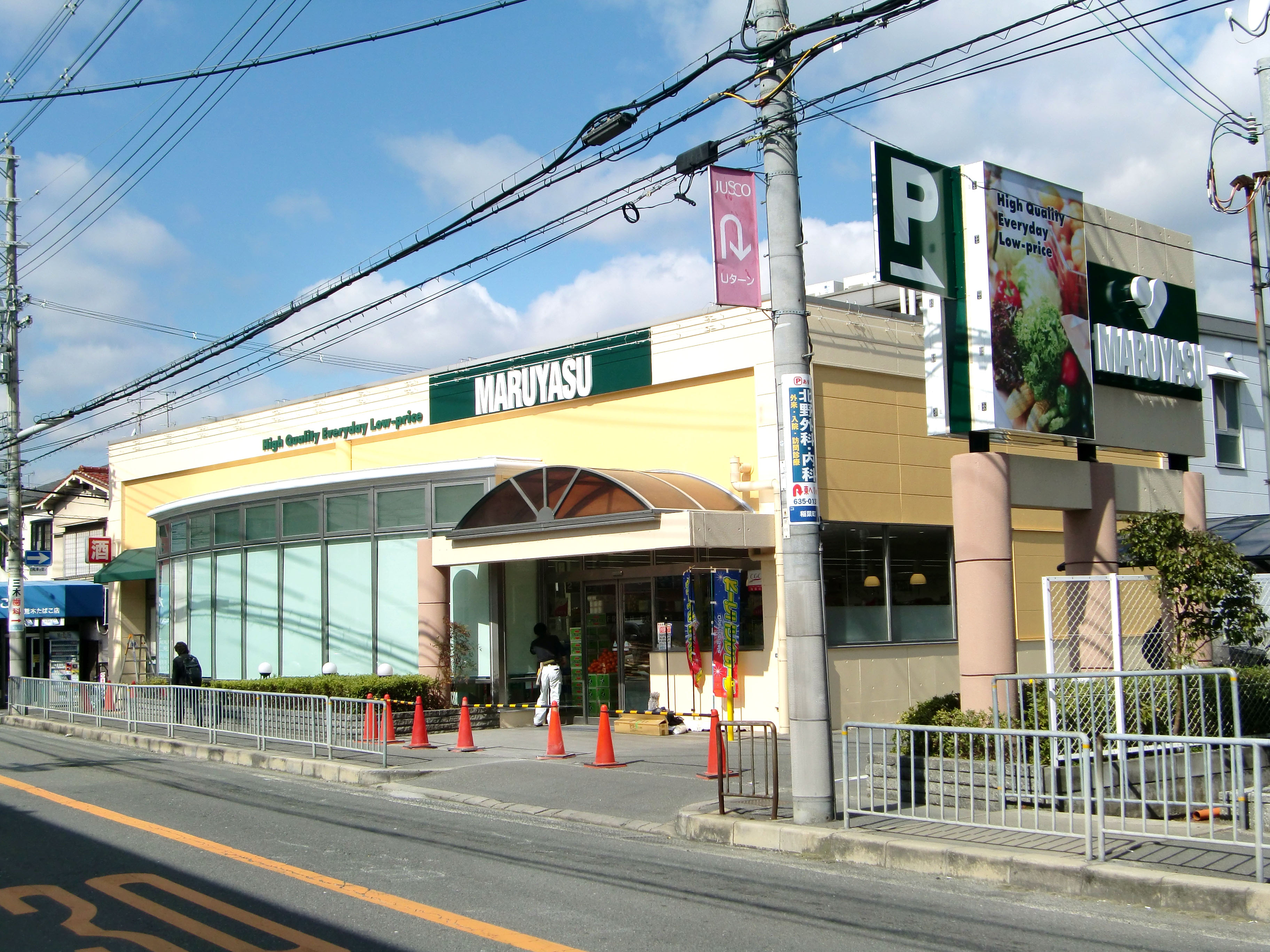
マルヤス茨木店

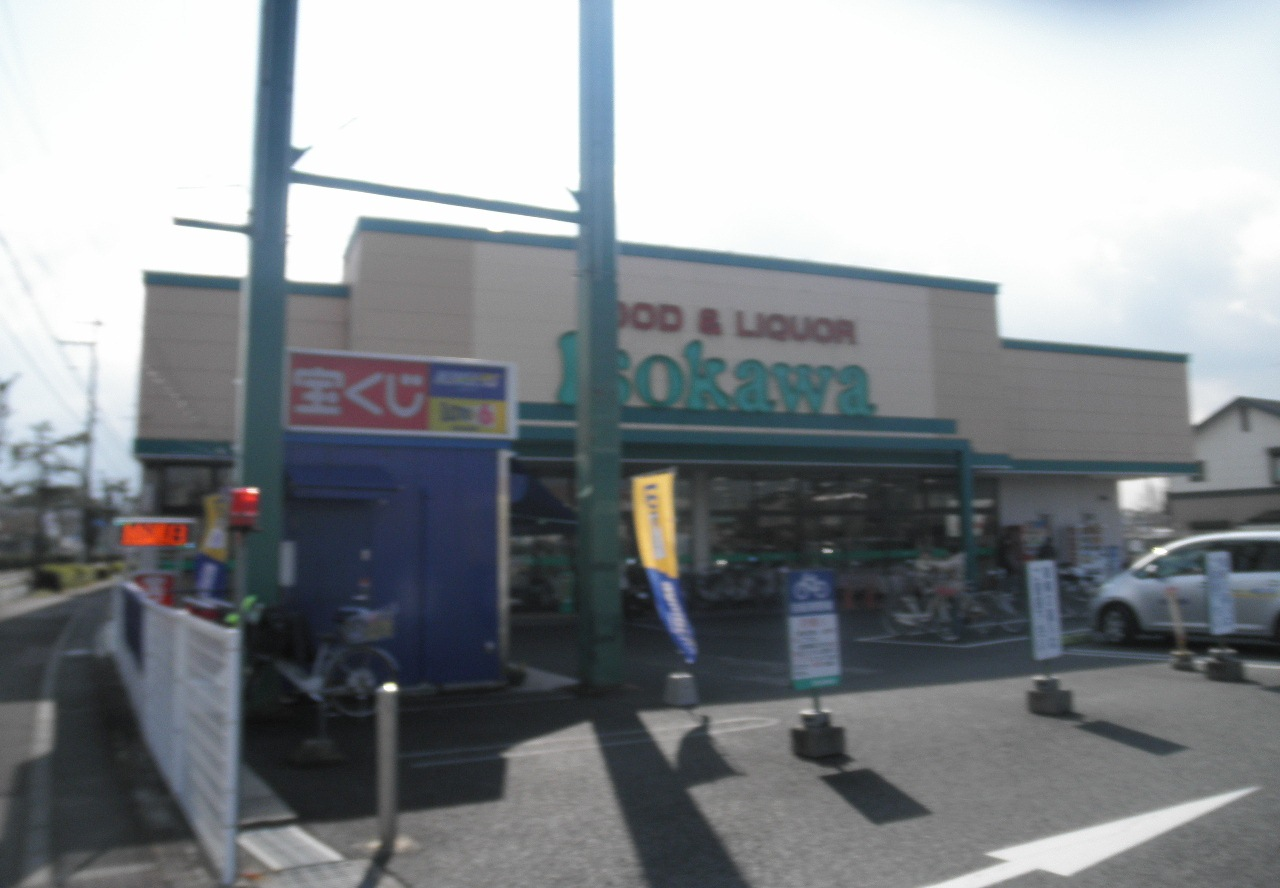
いそかわ押熊店

株式会社マルヤスは、大阪府高槻市に本社を置くスーパーマーケット運営企業である。CGCグループ加盟。北摂エリアを中心に「MARUYASU」の店舗名で、また奈良・京都エリアでは子会社の株式会社いそかわが「Isokawa」および「PAKET」の店舗名で展開している。改装を順次進めた結果店舗デザインの統一化が進み、チラシ以外ではカタカナ表記でのマルヤスは使われなくなっている。三重県津市に本社を置くスーパーマーケット株式会社マルヤスと全く同じ社名であり、両社ともCGCグループに加盟しているが、全くの別会社である。
価格面では全般的にディスカウント志向が強いものの、極端な激安販売や数量限定販売は行わない（競合他店の安値販売に対抗して期間、数量限定で激安販売を行うことはある）。

## 沿革
- 創業年不明 - 京都・堀川通商店街で八百屋を始める。
- 1957年（昭和32年） - 有限会社マルヤスとして設立する。
- 1971年（昭和46年） - 株式会社に組織変更し、現社名に変更する。
- 1985年（昭和60年） - CGCに加盟する。
- 2003年（平成15年） - 本社を現在地に移転する。
- 2006年（平成18年） - 民事再生法により経営再建中の株式会社いそかわに資本参加。完全子会社化する。
- 2007年（平成19年） - いそかわの債務処理が完了する。

## 店舗

### マルヤス店
- 大阪府高槻市 - 西真上店[1][2]、玉川店、登美の里店[3]、宮田店、阿武野店
- 大阪府大阪市 - 井高野店、城東店、都島店
- 大阪府茨木市 - 茨木店、茨木駅前店、南春日丘店
- 大阪府吹田市 - 吹田店、吹田新芦屋店
- 大阪府摂津市 - JR千里丘店
- 大阪府豊中市 - 東豊中店
- 大阪府寝屋川市 - 成田南店
- 大阪府箕面市 - 箕面店
- 大阪府島本町 - 島本駅前店[4]

なお　過去に大畑店（マルヤス発祥地、現在は関連会社のマンション）、津之江店、成田店（小規模店舗のため閉店）、メゾン千里丘店、千里丘上店、柳川店、上牧店があった。

### いそかわ店、パケット店
- 奈良県奈良市 - パケット奈良店、あやめ池店、パケット鴻ノ池店、押熊店（いそかわ本部を併設）、パケット大安寺店、尼ヶ辻店
- 奈良県生駒市 - イトーピア店、新生駒店
- 京都府京都市 - パケット十条店、パケット新堀川店
- 京都府京田辺市 - 田辺店

特記なきものはいそかわ店舗。なお、「パケット」は、いそかわが経営破綻する前に高級食材等を扱う業態として展開していた店舗。